# Gran Premio motociclistico d'Olanda 2000
Il Gran Premio motociclistico d'Olanda 2000 corso il 24 giugno, è stato l'ottavo Gran Premio della stagione 2000 e ha visto vincere la Honda di Alex Barros nella classe 500, Tōru Ukawa nella classe 250 e Yōichi Ui nella classe 125.

## Classe 500
La gara della classe 500 è stata interrotta dopo 3 giri a causa della pioggia; è ripartita per 17 giri, con la griglia di partenza determinata dall'ordine d'arrivo della prima parte. La somma dei tempi delle due parti ha determinato il risultato finale.

### Arrivati al traguardo
| Pos | Nº | Pilota                   | Squadra                    | Motocicletta | Giri | Tempo     | Griglia | Punti |
| --- | -- | ------------------------ | -------------------------- | ------------ | ---- | --------- | ------- | ----- |
| 1   | 10 | Alex Barros              | Emerson Honda Pons         | Honda        | 20   | 42:46.142 | 4       | 25    |
| 2   | 1  | Àlex Crivillé            | Repsol YPF Honda           | Honda        | 20   | +2.077    | 2       | 20    |
| 3   | 65 | Loris Capirossi          | Emerson Honda Pons         | Honda        | 20   | +2.907    | 1       | 16    |
| 4   | 4  | Max Biaggi               | Marlboro Yamaha            | Yamaha       | 20   | +4.880    | 5       | 13    |
| 5   | 7  | Carlos Checa             | Marlboro Yamaha            | Yamaha       | 20   | +7.394    | 9       | 11    |
| 6   | 46 | Valentino Rossi          | Nastro Azzurro Honda       | Honda        | 20   | +11.768   | 6       | 10    |
| 7   | 5  | Sete Gibernau            | Repsol YPF Honda           | Honda        | 20   | +12.232   | 14      | 9     |
| 8   | 55 | Régis Laconi             | Red Bull Yamaha WCM        | Yamaha       | 20   | +15.397   | 10      | 8     |
| 9   | 17 | Jurgen van den Goorbergh | Rizla Honda                | TSR-Honda    | 20   | +20.905   | 13      | 7     |
| 10  | 6  | Norifumi Abe             | Antena 3 Yamaha-d'Antin    | Yamaha       | 20   | +22.156   | 15      | 6     |
| 11  | 8  | Tadayuki Okada           | Repsol YPF Honda           | Honda        | 20   | +28.750   | 7       | 5     |
| 12  | 31 | Tetsuya Harada           | Blu Aprilia                | Aprilia      | 20   | +34.521   | 8       | 4     |
| 13  | 9  | Nobuatsu Aoki            | Telefonica Movistar Suzuki | Suzuki       | 20   | +47.713   | 12      | 3     |
| 14  | 11 | David de Gea             | Proton TEAM KR             | Modenas KR3  | 20   | +1:22.071 | 17      | 2     |
| 15  | 24 | Garry McCoy              | Red Bull Yamaha WCM        | Yamaha       | 20   | +1:54.359 | 16      | 1     |

### Ritirati
| Nº | Pilota              | Squadra                    | Motocicletta | Giri | Griglia |
| -- | ------------------- | -------------------------- | ------------ | ---- | ------- |
| 20 | Phil Giles          | Sabre Sport                | Honda        | 19   | 20      |
| 18 | Sébastien Le Grelle | Tecmas Honda Elf           | Honda        | 11   | 18      |
| 15 | Yoshiteru Konishi   | FCC TSR                    | TSR-Honda    | 7    | 19      |
| 2  | Kenny Roberts Jr    | Telefonica Movistar Suzuki | Suzuki       | 0    | 3       |
| 99 | Jeremy McWilliams   | Blu Aprilia                | Aprilia      | 0    | 11      |

## Classe 250

### Arrivati al traguardo
| Pos | Nº | Pilota             | Squadra                    | Motocicletta | Giri | Tempo     | Griglia | Punti |
| --- | -- | ------------------ | -------------------------- | ------------ | ---- | --------- | ------- | ----- |
| 1   | 4  | Tōru Ukawa         | Shell Advance Honda        | Honda        | 18   | 42:58.958 | 5       | 25    |
| 2   | 19 | Olivier Jacque     | Chesterfield Yamaha Tech 3 | Yamaha       | 18   | +5.954    | 4       | 20    |
| 3   | 56 | Shin'ya Nakano     | Chesterfield Yamaha Tech 3 | Yamaha       | 18   | +7.986    | 3       | 16    |
| 4   | 14 | Anthony West       | Shell Advance Honda        | Honda        | 18   | +10.981   | 22      | 13    |
| 5   | 8  | Naoki Matsudo      | Petronas Sprinta Team TVK  | Yamaha       | 18   | +41.983   | 14      | 11    |
| 6   | 77 | Jamie Robinson     | QUB Team Optimum           | Aprilia      | 18   | +46.491   | 8       | 10    |
| 7   | 9  | Sebastián Porto    | Edo Racing                 | Yamaha       | 18   | +47.470   | 12      | 9     |
| 8   | 74 | Daijirō Katō       | Axo Honda Gresini          | Honda        | 18   | +1:00.943 | 6       | 8     |
| 9   | 44 | Roberto Rolfo      | Racing Factory             | Aprilia      | 18   | +1:08.157 | 23      | 7     |
| 10  | 25 | Vincent Philippe   | Axo Honda Gresini          | TSR-Honda    | 18   | +1:17.561 | 24      | 6     |
| 11  | 23 | Julien Allemand    | Yamaha Kurz Aral           | Yamaha       | 18   | +1:19.304 | 16      | 5     |
| 12  | 22 | Sébastien Gimbert  | Tino Villa Racing          | TSR-Honda    | 18   | +1:22.928 | 28      | 4     |
| 13  | 31 | Lucas Oliver Bultó | Antena 3 Yamaha-d'Antin    | Yamaha       | 18   | +1:28.467 | 27      | 3     |
| 14  | 33 | David Tomás        | Queroseno Racing           | Honda        | 18   | +1:29.495 | 25      | 2     |
| 15  | 42 | David Checa        | Team Fomma                 | TSR-Honda    | 18   | +1:29.686 | 21      | 1     |
| 16  | 10 | Fonsi Nieto        | Antena 3 Yamaha-d'Antin    | Yamaha       | 18   | +2:04.463 | 26      |       |
| 17  | 63 | Arnold Litjens     | MRTT Hugen Racing          | Honda        | 17   | +1 giro   | 32      |       |
| 18  | 26 | Klaus Nöhles       | Aprilia Germany            | Aprilia      | 17   | +1 giro   | 7       |       |
| 19  | 24 | Jason Vincent      | Padgetts M/C Sales         | Aprilia      | 17   | +1 giro   | 18      |       |
| 20  | 21 | Franco Battaini    | Eurobet team Battaini      | Aprilia      | 17   | +1 giro   | 9       |       |
| 21  | 16 | Johan Stigefelt    | Dee Cee Jeans Racing       | TSR-Honda    | 17   | +1 giro   | 10      |       |
| 22  | 37 | Luca Boscoscuro    | Diesel Vasco Rossi Racing  | Aprilia      | 17   | +1 giro   | 15      |       |
| 23  | 11 | Ivan Clementi      | Campetella Racing          | Aprilia      | 17   | +1 giro   | 11      |       |
| 24  | 6  | Ralf Waldmann      | Aprilia Germany            | Aprilia      | 16   | +2 giri   | 1       |       |
| 25  | 64 | Gert Pieper        | Megacon                    | Honda        | 16   | +2 giri   | 31      |       |

### Ritirati
| Nº | Pilota         | Squadra                   | Motocicletta | Giri | Griglia |
| -- | -------------- | ------------------------- | ------------ | ---- | ------- |
| 41 | Jarno Janssen  | Rizla Honda               | TSR-Honda    | 15   | 19      |
| 13 | Marco Melandri | Blu Aprilia               | Aprilia      | 13   | 2       |
| 62 | Jan Blok       | MRTT Hugen Racing         | Honda        | 12   | 30      |
| 15 | Adrian Coates  | QUB Team Optimum          | Aprilia      | 6    | 20      |
| 30 | Alex Debón     | CC Valencia Airtel Aspar  | Aprilia      | 5    | 17      |
| 61 | Rob Filart     | Filart Racing             | Honda        | 2    | 29      |
| 18 | Shahrol Yuzy   | Petronas Sprinta Team TVK | Yamaha       | 1    | 13      |

## Classe 125

### Arrivati al traguardo
| Pos | Nº | Pilota              | Squadra                     | Motocicletta | Giri | Tempo     | Griglia | Punti |
| --- | -- | ------------------- | --------------------------- | ------------ | ---- | --------- | ------- | ----- |
| 1   | 41 | Yōichi Ui           | Derbi Racing                | Derbi        | 17   | 42:04.508 | 1       | 25    |
| 2   | 5  | Noboru Ueda         | Givi Honda LCR              | Honda        | 17   | +2.380    | 2       | 20    |
| 3   | 54 | Manuel Poggiali     | Derbi Racing                | Derbi        | 17   | +2.781    | 23      | 16    |
| 4   | 9  | Lucio Cecchinello   | Givi Honda LCR              | Honda        | 17   | +18.203   | 24      | 13    |
| 5   | 16 | Simone Sanna        | Diesel Vasco Rossi Racing   | Aprilia      | 17   | +24.482   | 4       | 11    |
| 6   | 4  | Roberto Locatelli   | Diesel Vasco Rossi Racing   | Aprilia      | 17   | +25.449   | 8       | 10    |
| 7   | 17 | Steve Jenkner       | Pev Massivhaus ADAC Sac     | Honda        | 17   | +26.179   | 6       | 9     |
| 8   | 26 | Ivan Goi            | Team Fomma                  | Honda        | 17   | +34.507   | 9       | 8     |
| 9   | 3  | Masao Azuma         | Benetton Playlife           | Honda        | 17   | +40.846   | 17      | 7     |
| 10  | 29 | Ángel Nieto Jr      | Telefonica Movistar Team    | Honda        | 17   | +41.000   | 16      | 6     |
| 11  | 23 | Gino Borsoi         | LAE - UGT 3000              | Aprilia      | 17   | +57.628   | 15      | 5     |
| 12  | 35 | Reinhard Stolz      | R.S. ADAC - Esch Racing     | Honda        | 17   | +1:08.205 | 19      | 4     |
| 13  | 21 | Arnaud Vincent      | CC Valencia Airtel Aspar    | Aprilia      | 17   | +1:24.340 | 11      | 3     |
| 14  | 15 | Alex De Angelis     | Chupa Chups Matteoni Racing | Honda        | 17   | +1:28.651 | 10      | 2     |
| 15  | 11 | Max Sabbatani       | Racing Service              | Honda        | 17   | +1:32.682 | 12      | 1     |
| 16  | 51 | Marco Petrini       | Semprucci Biesse Aprilia    | Aprilia      | 17   | +1:46.208 | 26      |       |
| 17  | 70 | Patrick Lakerveld   | Roteg Racing                | Honda        | 17   | +1:46.383 | 27      |       |
| 18  | 24 | Leon Haslam         | Italjet Moto                | Italjet      | 17   | +1:51.279 | 20      |       |
| 19  | 22 | Pablo Nieto         | Derbi Racing                | Derbi        | 17   | +1:51.415 | 13      |       |
| 20  | 68 | Wilhelm van Leeuwen | Luvro-Van Leeuwen Motorte   | Honda        | 17   | +2:19.281 | 21      |       |
| 21  | 65 | Harold de Haan      | EP BOS ELECTRO ELBIN        | Honda        | 17   | +2:24.301 | 29      |       |
| 22  | 69 | Ronnie Timmer       | Doodeman Dakdekkers         | Honda        | 17   | +2:26.871 | 25      |       |

### Ritirati
| Nº | Pilota             | Squadra                     | Motocicletta | Giri | Griglia |
| -- | ------------------ | --------------------------- | ------------ | ---- | ------- |
| 1  | Emilio Alzamora    | Telefonica Movistar Team    | Honda        | 16   | 3       |
| 18 | Toni Elías         | Chupa Chups Matteoni Racing | Honda        | 15   | 14      |
| 34 | Eric Bataille      | Queroseno Racing            | Honda        | 13   | 28      |
| 53 | William De Angelis | Semprucci Biesse Aprilia    | Aprilia      | 13   | 22      |
| 39 | Jaroslav Huleš     | Italjet Moto                | Italjet      | 10   | 5       |
| 12 | Randy de Puniet    | Scrab Competition           | Aprilia      | 5    | 7       |
| 8  | Gianluigi Scalvini | Bossini Fontana Racing      | Aprilia      | 4    | 18      |
| 10 | Adrián Araujo      | Antinucci Racing            | Honda        | 0    | 30      |